# (34865) 2001 TH116
2001 تي إتش 116 (ويعرف أيضًا باسم (34865) 2001 تي إتش 116 وفق تسمية الكوكب الصغير) (بالإنجليزية: 2001 TH116)‏ هو كويكب ضمن حزام الكويكبات؛ وترتيبه 34865 من حيث الاكتشاف.
اكتُشف هذا الجُرم الفلكي بواسطة بحث لنكولن عن الكويكبات القريبة من الأرض في 14 أكتوبر 2001.

## وصلات خارجية
- (34865) 2001 TH116 في قاعدة بيانات مختبر الدفع النفاث لأجرام النظام الشمسي الصغيرة

- الاكتشاف · مخطط المدار ·  العناصر المدارية · المعلمات المادية

- (34865) 2001 TH116 على موقع ويكي سكاي: DSS2, SDSS, GALEX, IRAS, Hydrogen α, X-Ray, Astrophoto, Sky Map, Articles and images